# János Sylvester
Dans le nom hongrois Sylvester János, le nom de famille précède le prénom, mais cet article utilise l’ordre habituel en français János Sylvester, où le prénom précède le nom.
János Sylvester ([ˈjaːnoʃ], [ˈsilvɛstɛɾ]), né à Szinyérváralja (aujourd'hui Seini/Szinérváralja en Roumanie) autour de 1504 et mort après 1551, est un écrivain et traducteur hongrois, auteur de la première grammaire de la langue hongroise.

## Biographie
Son nom de famille pourrait être Erdősi, dont le sens « du (lieu) boisé » aurait été latinisé en Sylvester selon les habitudes d'alors de l'humanisme et de la Renaissance, et il serait alors issu d'une famille de très petite noblesse (kurta/bocskoros nemes).
En 1526-1527, il étudie à Cracovie, où il fait connaissance avec les idées humanistes d'Érasme, puis en 1529 à l'université de Wittemberg. En 1534, il entre au service de Tamás Nádasdy et s'installe à Sárvár-Újsziget, où il enseigne à l'école de Sárvár et dirige l'imprimerie fondée par Nádasdy à Újsziget près de Sárvár, tout en continuant à étudier à Wittemberg de l'automne 1534 jusqu'en 1536. À la fin de 1543 ou au début de 1544, il quitte Újsziget pour Vienne où il enseigne d'abord l'hébreu, puis le grec.

## Œuvres
S'efforçant d'adapter aux idées de l'humanisme européen son projet de développement culturel de la langue et la littérature hongroises, il ouvre par ses travaux un nouveau chapitre dans le développement de la traduction littéraire hongroise, ainsi que dans l'histoire de la stylistique et de la philologie hongroises.

### Grammaire
(la + hu) Ioannes Sylvester, Grammatica Hungarolatina, Neanesi =Sárvár-Újsziget, 1539 (lire en ligne)

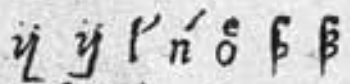
Lettres « ii̢ ij l’ ń oͤ ſ_{ↄ} ß » de Sylvester.

Avec cette grammaire, Sylvester est le premier à avoir fait de la langue hongroise un objet d'étude scientifique.
Il est également le premier à avoir tenté de créer une orthographe hongroise homogène. Les différences entre l'orthographe décrite et utilisée par Sylvester et l'orthographe hongroise moderne sont les suivantes, :
| Sylvester  | ā  | ćz (cz) (c) | cz | ę ê (é) | ǵ (g) | g (gh) | i   | i | y | ii̢ | ij | l’    | ń  | o   | oͤ   | ſ s | ſↄ | ß  | t’ | u   | u | w | uͤ   |
| Moderne    | á  | c dz        | cs | é       | gy    | g      | i í | j | j | ij | ji | ly    | ny | o ó | ö ő | s   | zs | sz | ty | u ú | v | v | ü ű |
| Phonétique | aː | t͡s d͡z       | t͡ʃ | eː      | ɟ     | ɡ      | i ː | j | j | ij | ji | ʎ (j) | ɲ  | o ː | ø ː | ʃ   | ʒ  | s  | c  | u ː | v | v | y ː |

1. 1 2 3  avant e ou i
2. 1 2  avant voyelle
3. 1 2  après voyelle
4. ↑  « ſ » combiné à la partie basse du « ʒ » de la ligature « ß »

Les voyelles longues ne sont pas notées, sauf celles dont l'articulation diffère de la voyelle courte (á et é modernes) ; et les consonnes longues sont notées comme en hongrois moderne, par redoublement de la lettre, ou redoublement sans diacritique de la première lettre en cas de digraphe : par exemple iecćziſit (correspondant au latin significationem eius « sa signification ») = en orthographe moderne jeddzísít ~ en hongrois moderne jegyzését.
Ce dernier exemple et de nombreux exemples analogues, comme ßotiuoͤk (vocales « voyelles ») = szótivök ~ szótövëk, feijr (albus « blanc ») = fejír ~ fejér/fehér, illustrent bien le fait que Sylvester décrit et utilise systématiquement dans l'ensemble de ses écrits une langue au fort caractère dialectal « à tendance au i » (i-ző en hongrois), qui est la variante linguistique de son enfance, alors même qu'il mène ses travaux dans un environnement linguistique hongrois bien différent : il ne cherche pas à unifier la langue hongroise.

### Traduction du Nouveau Testament
(hu) Új Testamentum [« Nouveau Testament »]  (trad. János Sylvester), Újsziget, Benedek Abádi, 1541
Cette traduction du Nouveau Testament est le premier texte en hongrois imprimé en Hongrie.
Il s'agit de l'œuvre la plus importante de Sylvester, inspirée de la traduction d'Érasme, et vérifiée à l'aide d'un appareil critique philologique en s'efforçant de rendre précisément les idées d'origine. Elle est basée sur le texte grec original, même si Sylvester utilise aussi l'ancienne traduction hongroise du Nouveau Testament.
Le résumé de chaque évangile, ainsi que la dédicace au peuple hongrois, sont écrits en distiques formés d'un hexamètre et d'un pentamètre, et représentent la première utilisation en hongrois de la versification métrique, basée sur les syllabes longues et courtes à l'exemple de la versification grecque et latine. Cette versification « de type latin » (deákos), rendue possible par l'existence de voyelles longues et courtes en hongrois, ne sera à la mode chez les poètes hongrois que bien plus tard, à la fin du XVIIIe siècle.
| Début de la dédicace, en orthographe d'origine | En orthographe moderne, avec la scansion | En orthographe moderne, avec la scansion | En orthographe moderne, avec la scansion |
| Profetāk āltal ßolt righeñ nêked az iſten,     | Próféták által szólt                     |                                          | rígen néked az Isten,                    |
| Profetāk āltal ßolt righeñ nêked az iſten,     | — — ǀ — — ǀ — —                          | ǁ                                        | — — ǀ — ∪ ∪ ǀ — ∪                        |
| Az kit ighirt imę vigre meg atta fiāt.         | Akkit igírt, ímé,                        |                                          | vígre megadta fiát.                      |
| Az kit ighirt imę vigre meg atta fiāt.         | — ∪ ∪ ǀ — — ǀ —                          | ǁ                                        | — ∪ ∪ ǀ — ∪ ∪ ǀ —                        |
| Buzgo lilekuel ßol moſt ęs nêked ez āltal,     | Buzgó lílekvel szól                      |                                          | most és néked ezáltal,                   |
| Buzgo lilekuel ßol moſt ęs nêked ez āltal,     | — — ǀ — — ǀ — —                          | ǁ                                        | — — ǀ — ∪ ∪ ǀ — ∪                        |
| Kit haǵa hoǵ halgaſſ, kit haǵa hoǵ te koͤueſſ.  | Kit hagy(j)a, hogy hallgass,             |                                          | kit hagy(j)a, hogy te kövess.            |
| Kit haǵa hoǵ halgaſſ, kit haǵa hoǵ te koͤueſſ.  | — ∪ ∪ ǀ — — ǀ —                          | ǁ                                        | — ∪ ∪ ǀ — ∪ ∪ ǀ —                        |

### Essais
C'est également avec Sylvester que commence la présentation de réflexions personnelles en prose en hongrois : on peut dire qu'il est le premier à avoir écrit en hongrois des essais, avant même que Montaigne ne nomme ainsi ce genre littéraire. Parmi ses œuvres de ce genre, écrites après ses années passées à Sárvár, l'une des plus intéressantes, sur le « discours en images » (képes beszéd) c'est-à-dire les images et analogies poétiques, porte en haute estime la poésie populaire hongroise à sujets amoureux (virágénekek « chants fleuris »), méprisée par les savants à l'époque, en prenant certes la précaution d'en rejeter le sujet pour se concentrer sur leur mode d'expression poétique,.